# Бъди Холи
Бъди Холи (на английски: Buddy Holly) е американски рокендрол певец и музикант от годините на зараждането на този музикален жанр. Макар да умира само на 22 години, той оказва силно и дълготрайно влияние върху популярната музика и е един от първите, включени в залата на рокендрол славата. Бъди Холи е вдъхновение за групи и певци като Бийтълс, Ролинг Стоунс, Бийч Бойс и Боб Дилън. През 2004 година списанието Rolling Stone го поставя на 13-о място сред „Петдесетте най-велики артисти на всички времена“

## Кратка биография
Бъди Холи се запалва по рокендрола след като вижда изпълнение на Елвис Пресли през 1955 година. Той създава и музикалната група „Крикетс“ (The Crickets), чийто първи запис That'll Be the Day излиза през 1957 година. На 15 август 1958 година в родния си град сключва брак с Мария Елена Сантяго Холи (Maria Elena Santiago Holly). Песента му True Love Ways е посветена на нея. Много от неговите почитатели научават за женитбата му едва след неговата смърт.
Заедно с други известни изпълнители, Бъди Холи заминава на 3-седмично турне в Средния Запад, което започва на 23 януари 1959 година. След преждевременното му приключване, на 3 февруари 1959 г., малко след излитането, малкият самолет се разбива край Клиър Лейк, Айова, при което пилотът, Ричи Валънс, Бъди Холи и Джайлс Пери Ричадсън загиват. Този ден е наречен „денят, в който музиката умря“ (The Day the Music Died). Бъди Холи е погребан на 7 февруари същата година в родния си град.

## Дискография

### Сингли
| Година | Наименование                                         | Лейбъл    |
| ------ | ---------------------------------------------------- | --------- |
| 1956   | Blue Days, Black Nights / Love Me                    | Decca     |
| 1956   | Modern Don Juan / You Are My One Desire              | Decca     |
| 1957   | That’ll Be The Day / I’m Looking For Someone To Love | Brunswick |
| 1957   | Words Of Love / Mailman Bring Me No More Blues       | Coral     |
| 1957   | Rock Around With Ollie Vee                           | —         |
| 1957   | Peggy Sue / Everyday                                 | Coral     |
| 1957   | Oh Boy! / Not Fade Away                              | Brunswick |
| 1958   | I’m Gonna Love You Too / Listen To Me                | Coral     |
| 1958   | Maybe Baby / Tell Me How                             | Brunswick |
| 1958   | Rave On / Take Your Time                             | Coral     |
| 1958   | Think It Over / Fool’s Paradise                      | Brunswick |
| 1958   | Girl On My Mind / Ting-A-Ling                        | Decca     |
| 1958   | Early In The Morning / Now We’re One                 | Coral     |
| 1958   | It’s So Easy / Lonesome Tears                        | Brunswick |
| 1958   | Heartbeat / Well… All Right                          | Coral     |
| 1959   | It Doesn’t Matter Anymore / Raining In My Heart      | Coral     |
| 1959   | Peggy Sue Got Married / Crying, Waiting, Hoping      | Coral     |
| 1962   | Reminiscing / Wait 'Til The Sun Shines Nellie        | Coral     |
| 1963   | Brown Eyed Handsome Man / Wishing                    | Coral     |
| 1963   | Bo Diddley / It’s Not My Fault                       | Coral     |
| 1969   | Love Is Strange / You’re The One                     | Coral     |

### Албуми
| Година | Наименование                                                  | Забележки                                       |
| ------ | ------------------------------------------------------------- | ----------------------------------------------- |
| 1957   | The Chirping Crickets                                         | Студиен албум                                   |
| 1958   | Buddy Holly                                                   | Студиен албум                                   |
| 1958   | That’ll Be The Day                                            | Студиен албум                                   |
| 1959   | The Buddy Holly Story                                         | Сборен албум                                    |
| 1960   | The Buddy Holly Story, Vol. 2                                 | Сборен албум                                    |
| 1962   | Reminiscing                                                   | Сборен албум с неиздадени по-рано песни         |
| 1964   | Showcase                                                      | Сборен албум с неиздадени по-рано песни         |
| 1965   | Holly In The Hills                                            | Студиен албум (с Боб Монтгомъри)                |
| 1969   | Giant                                                         | Сборник с неиздадени по-рано песни              |
| 1993   | The Buddy Holly Collection                                    | Двоен сборен (в 2005 година излиза като „Gold“) |
| 1999   | Buddy Holly (20th Century Masters: The Millennium Collection) | Сборен албум                                    |